# Dick's Picks Volume 13
Dick's Picks Volume 13 es el decimotercer álbum en vivo de Dick's Picks, serie  de lanzamientos en vivo de la banda estadounidense Grateful Dead. Fue grabado el 6 de mayo de 1981 en el Nasáu Coliseum, en Uniondale, Nueva York.
Bob Weir dedicó la canción «He's Gone» a Bobby Sands, miembro del Ejército Republicano Irlandés Provisional que murió en una huelga de hambre mientras estaba encarcelado en la prisión de Maze el 5 de mayo de 1981.: 0:18 

## Caveat emptor
Cada volumen de Dick's Picks tiene su propia etiqueta “caveat emptor”, que informa al oyente sobre la calidad del sonido de la grabación. La etiqueta del volumen 13 dice:
“Este lanzamiento fue remasterizado digitalmente directamente desde las cintas de casete originales. Es un vistazo de historia, no una grabación profesional moderna y, por lo tanto, puede exhibir algunas anomalías técnicas menores y los efectos inevitables de los estragos del tiempo.”

## Recepción de la crítica
William Ruhlmann, escribiendo para AllMusic, describió el álbum como  “The Dead en su forma más letal, participando en una improvisación simultánea sin un tema a la vista”. Dan Alford escribió: “Es tan largo y emocionante que te olvidarás de dónde estás. Mucha gente ya tiene 5/6/81, pero vale la pena comprar este relleno oculto y ayuda a hacer el vol. 13 uno de los mejores Dick's Picks”.

## Lista de canciones
Todas las canciones escritas y compuestas por Jerry Garcia y Robert Hunter, excepto donde esta anotado. 
| Disco uno |                            |                                     |          |  |
| N.º       | Título                     | Escritor(es)                        | Duración |  |
| 1.        | «Alabama Getaway»          |                                     | 5:02     |  |
| 2.        | «Greatest Story Ever Told» | Mickey Hart Hunter Bob Weir         | 4:26     |  |
| 3.        | «They Love Each Other»     |                                     | 7:09     |  |
| 4.        | «Cassidy»                  | John Perry Barlow Weir              | 5:18     |  |
| 5.        | «Jack-A-Roe»               | tradicional, arr. por Grateful Dead | 4:56     |  |
| 6.        | «Little Red Rooster»       | Willie Dixon                        | 9:33     |  |
| 7.        | «Dire Wolf»                |                                     | 3:27     |  |
| 8.        | «Looks Like Rain»          | Barlow Weir                         | 9:05     |  |
| 9.        | «Big Railroad Blues»       | Noah Lewis                          | 3:55     |  |
| 10.       | «Let It Grow»              | Barlow Weir                         | 10:08    |  |
| 11.       | «Deal»                     |                                     | 7:34     |  |

| Disco dos |                         |                                     |          |  |
| N.º       | Título                  | Escritor(es)                        | Duración |  |
| 1.        | «New Minglewood Blues»  | tradicional, arr. por Grateful Dead | 7:16     |  |
| 2.        | «High Time»             |                                     | 9:49     |  |
| 3.        | «Lost Sailor»           | Barlow Weir                         | 6:15     |  |
| 4.        | «Saint of Circumstance» | Barlow Weir                         | 42:48    |  |

| Disco tres |                                   |                                     |          |  |
| N.º        | Título                            | Escritor(es)                        | Duración |  |
| 1.         | «He's Gone»                       |                                     | 11:54    |  |
| 2.         | «Caution / Spanish Jam"»          | Grateful Dead                       | 15:25    |  |
| 3.         | «Drums»                           | Hart Bill Kreutzmann                | 7:24     |  |
| 4.         | «Jam»                             | Grateful Dead                       | 3:43     |  |
| 5.         | «The Other One»                   | Grateful Dead                       | 6:05     |  |
| 6.         | «Goin' Down the Road Feeling Bad» | tradicional, arr. por Grateful Dead | 5:33     |  |
| 7.         | «Wharf Rat»                       |                                     | 9:19     |  |
| 8.         | «Good Lovin'»                     | Rudy Clark Arthur Resnick           | 7:46     |  |
| 9.         | «Don't Ease Me In»                | tradicional, arr. por Grateful Dead | 3:28     |  |

## Créditos y personal
Créditos adaptados desde el folleto que acompaña al CD.
Grateful Dead
- Jerry Garcia – voz principal y coros, guitarra líder
- Mickey Hart – batería
- Bill Kreutzmann – batería
- Phil Lesh – bajo eléctrico
- Brent Mydland – teclado
- Bob Weir – guitarra rítmica, coros

Personal técnico
- Dan Healy – grabación
- Dick Latvala – archivista
- Jeffrey Norman – masterización
- John Cutler – ferromagnetista

Diseño
- Gekko Graphics – diseño de portada
- Jim Anderson – fotografía